# Society for Neuroscience
Die Society for Neuroscience (SfN) ist eine gemeinnützige Vereinigung von Neurowissenschaftlern und Ärzten mit Sitz in Washington, D.C.
Sie wurde 1969 gegründet und hat mehr als 42.000 Mitglieder in über 90 Ländern. Die SfN gibt wöchentlich das Journal of Neuroscience heraus und das open access (offener Zugang) Journal eNeuro. Zudem veranstaltet sie alljährlich das Neuroscience Meeting an dem etwa 30.000 Wissenschaftler aus aller Welt teilnehmen.
Präsidenten der Gesellschaft waren u. a. Vernon Mountcastle, Torsten N. Wiesel, Solomon H. Snyder, Eric Richard Kandel, Susan Amara, Marina Picciotto, Stephen F. Heinemann und David H. Hubel. Gegenwärtig (Stand 2024) ist John Morrison Präsident.